# 自我刺激
自我刺激是指身體重複做出某一動作、重複發出某一聲音、重複講出某個詞語、總是要來回移動某個物體或重複做出其他動作。所有人一定程度上都會重複做出某種行為，在自闭症谱系人群中自我刺激更普遍。